# 병주 (음악)
병주(倂奏)는 한국의 전통 음악에서 두 악기가 나란히 연주되는 것으로, ‘2중주’에 해당된다. 단소와 생황, 양금과 단소, 당적과 운라, 거문고와 대금 등의 편성은 모두 아름답고 깨끗하고 병주로 유명하다. 이와 같은 병주로 〈염불타령〉·〈수용음〉 같은 음악이 많이 연주된다. 그 밖에 편종과 편경의 병주가 있고, 금(琴)과 슬(瑟)의 병주는 ‘금슬상화(琴瑟相和)’라 하고, 훈(塤)과 지(篪)는 ‘훈지상화(塤地上和)’라 하여 예로부터 이름이 높지만 지금은 쓰이지 않는다.